# Budapesti SC
Budapesti SC – węgierski klub piłkarski z siedzibą w Budapeszcie. Był to jeden z klubów-założycieli Nemzeti Bajnokság I, który wystąpił w pierwszym sezonie NB I. Rozwiązany w 1905, reaktywowany w 1939 i ponownie rozwiązany w 1941 roku.

## Historia
Zespół powstał w 1900 roku i uczestniczył w pierwszym sezonie ligowym na Węgrzech. W najwyższej lidze grał tylko przez dwa sezony, po których spadł do drugiej ligi. Został rozwiązany w 1905 roku. W 1939 roku w niżsżych ligach przez dwa lata grał reaktywowany zespół, jednak po spadku po raz kolejny został rozwiązany.

## Osiągnięcia
- W lidze (2 sezony na 109): 1901-1902.